# 건우 (서하)
건우(乾祐)는 서하 인종(西夏 仁宗) 이인효(李仁孝)의 치세에 쓰던 연호이다.

## 연대 대조표
| 건우        | 원년            | 2년            | 3년            | 4년             | 5년             | 6년             | 7년             | 8년             | 9년             | 10년            |
| 서기 (西紀) | 1170년          | 1171년         | 1172년         | 1173년          | 1174년          | 1175년          | 1176년          | 1177년          | 1178년          | 1179년          |
| 간지 (干支) | 경인(庚寅)      | 신묘(辛卯)     | 임진(壬辰)     | 계사(癸巳)      | 갑오(甲午)      | 을미(乙未)      | 병신(丙申)      | 정유(丁酉)      | 무술(戊戌)      | 기해(己亥)      |
| 남송 (南宋) | 건도(乾道) 6년  | 건도(乾道) 7년 | 건도(乾道) 8년 | 건도(乾道) 9년  | 순희(淳熙) 원년 | 순희(淳熙) 2년  | 순희(淳熙) 3년  | 순희(淳熙) 4년  | 순희(淳熙) 5년  | 순희(淳熙) 6년  |
| 건우        | 11년            | 12년           | 13년           | 14년            | 15년            | 16년            | 17년            | 18년            | 19년            | 20년            |
| 서기 (西紀) | 1180년          | 1181년         | 1182년         | 1183년          | 1184년          | 1185년          | 1186년          | 1187년          | 1188년          | 1189년          |
| 간지 (干支) | 경자(庚子)      | 신축(辛丑)     | 임인(壬寅)     | 계묘(癸卯)      | 갑진(甲辰)      | 을사(乙巳)      | 병오(丙午)      | 정미(丁未)      | 무신(戊申)      | 기유(己酉)      |
| 남송 (南宋) | 순희(淳熙) 7년  | 순희(淳熙) 8년 | 순희(淳熙) 9년 | 순희(淳熙) 10년 | 순희(淳熙) 11년 | 순희(淳熙) 12년 | 순희(淳熙) 13년 | 순희(淳熙) 14년 | 순희(淳熙) 15년 | 순희(淳熙) 16년 |
| 건우        | 21년            | 22년           | 23년           | 24년            |                 |                 |                 |                 |                 |                 |
| 서기 (西紀) | 1190년          | 1191년         | 1192년         | 1193년          |                 |                 |                 |                 |                 |                 |
| 간지 (干支) | 경술(庚戌)      | 신해(辛亥)     | 임자(壬子)     | 계축(癸丑)      |                 |                 |                 |                 |                 |                 |
| 남송 (南宋) | 소희(紹熙) 원년 | 소희(紹熙) 2년 | 소희(紹熙) 3년 | 소희(紹熙) 4년  |                 |                 |                 |                 |                 |                 |

## 같이 보기
- 다른 왕조의 같은 연호
  - 후한(後漢) 건우(乾祐, 948년 ~ 951년)

- 중국의 연호 목록

| 이전 연호 천성(天盛) | 중국의 연호 서하(西夏) | 다음 연호 천경(天慶) |